# Eva Štěpánková
Eva Štěpánková (* 3. dubna 1945, Městec Králové) je česká podnikatelka, majitelka kosmetické firmy Ryor.

## Život
Eva Štěpánková vystudovala gymnázium, poté absolvovala VŠCHT v Praze. Poté pracovala 17 let v Ústavu lékařské kosmetiky, odkud odešla v roce 1988. Tehdy se jí ve 43 letech po dvou nevydařených manželstvích narodila dcera. Krátce pak pracovala na vývoji kosmetiky ve Státním statku Jeneč. V roce 1991 založila Ryor.
V roce 1997 firma koupila pozemek v Kyšicích, kde provozuje výrobní areál. V roce 2018 měla společnost asi 80 zaměstnanců a tržby 130 milionů korun.

## Ocenění
Eva Štěpánková byla mnohokrát uvedena mezi nejvlivnějšími ženami českého byznysu a je držitelkou řady ocenění pro podnikatele, např.
- Lady Pro 1998
- Vynikající podnikatelka roku 1999
- Žena roku 2006 v kategorii Obchod a podnikání[3]

V roce 2020 se stala čestnou občankou města Poděbrady.